# طيبة خليل إبراهيم
طيبة خليل إبراهيم (14 أغسطس 1993 في بغداد، العراق -) إعلامية ومقدمة برامج وناشطة مدنية عراقية خريجة أكاديمية فنون جميلة قسم التربية الفنية. وهي ابنة الفنان العراقي خليل إبراهيم
دخلت الوسط الإعلامي سنة 2014. وهي من الشخصيات منصات السوشيل ميديا. عملت في الكثير من القنوات الفضائية العراقيه منها قناة هنا بغداد وقناة وطن WTV وقناة إم بي سي العراق.
أهم البرامج التي قامت في تقديمها برنامج تصاوير الذي يعرض على قناة وطن WTV وبرنامج ليالي البصرة الجميلة الموسم الأول على قناة إم بي سي العراق.
وشاركت في مجموعه من البرامج التلفزيونية المؤثره في المجتمع العراقي مثل برنامج ولاية بطيخ وحصدت الحلقة أكثر من 8 ملايين مشاهده على منصت اليوتيوب وكانت الحلقة تشير إلى حالة التحرش في النساء في الشارع العراقي.

## اعمالها

### 1- برنامجتصاوير
برنامج تصاوير برنامج حواري مع مشاهير في المجتمع من كافة المجالات الفنية والرياضية والشعرية وغيرها يربط مجموعة من الصور التي تخص المشاهير وذكرياتهم مع هذه الصور التي ترتبط مع حياتهم وتاريخهم وذكرياتهم بطريقة حوارية بسيطة وسلسة البرنامج أسبوعي وكل اسبوع يقوم بأستظافة أحد المشاهير

### 2- برنامجليالي البصرة الجميله
برنامج يعرض على شاشة ام بي سي العراق وهو برنامج ترفيهي وحواري مع مجموعة من الضيوف بالإضافة إلى فرقة الخشابة البصرية والخشابة هو أحد الفنون الغنائية الفلكلورية البصرية العراقية